# Marta Rojas Rodríguez
Marta Rojas Rodríguez (Santiago de Cuba, 17 de maig de 1928 - L'Havana, 3 d'octubre de 2021) va ser una periodista, historiadora, escriptora de ficció històrica i heroïna revolucionària cubana. Testimoni de l'atac del 26 de juliol de 1953 a la caserna de Moncada, va informar sobre el tema de la censura a la Revista Bohemia.

## Biografia
Marta Rojas, filla d'un sastre, va néixer a Santiago de Cuba, el 17 de maig de 1928 (altres fonts afirmen el 1931). Va estudiar a l'Escola Normal. Va considerar convertir-se en metgessa abans de canviar d'opinió un cop va arribar a l'Havana. Es va graduar a l'Escola Professional de Periodisme Manuel Márquez Sterling.

### Periodisme
L'any 1953, Rojas va assistir al judici dels atacants revolucionaris contra la caserna de Moncada. Va escriure un reportatge a la Revista Bohemia que va ser censurat pel govern de l'època, però publicat durant el triomf de la revolució cubana el 1959 a la secció En Cuba de la mateixa revista.
Rojas va treballar a la revista Revista Bohemia, i després de la revolució, també a Verde Olivo i Trabajo. Va treballar al diari Granma des de la seva fundació, cobrint nombrosos esdeveniments nacionals i internacionals, incloent nombrosos viatges a l'estranger de Fidel Castro. També va exercir com a corresponsal de guerra al Vietnam. Marta Rojas és en aquest context l'última periodista estrangera que va entrevistar Ho Chi Minh.

### Escriptora
Rojas va escriure diverses novel·les que tracten sobre la fundació de la nació cubana i la lluita dels mestissos des del segle XVIII. Pel que fa a la ficció històrica, va publicar diversos llibres, com Moncada, La Generación del Centenario, El juicio del Moncada, Tania la Guerrillera (coautora) i El que debe vivir (testimonis sobre Abel Santamaría). El 1992, un extracte traduït per Jean Stubbs i Pedro Perez Sarduy de la novel·la aleshores inèdita de Rojas, El columpio de Rey Spencer, es va incloure a l'antologia Daughters of Africa, editada per Margaret Busby.
L'any 2011, Marta Rojas va ser nomenada membre del jurat del Premi Cervantes.
Va morir d'un atac de cor el 3 d'octubre de 2021.

## Premis i honors
Rojas ha rebut nombrosos premis, com ara el Premi Casa de las Américas (1978), el Premi Nacional de Periodisme José Martí (1997), en reconeixement de la seva obra de tota la vida, i el Premi Alejo Carpentier (2005).

## Obra
- 1960, Moncada: un juicio insolito
- 1964, La generación del centenario en el Moncada
- 1971, Tania, la guerrillera
- 1978, El que debe vivir
- 1996, El columpio de Rey Spencer
- 2007: Santa lujúria